# Russische Vereinigung des islamischen Einvernehmens
Die Russische Vereinigung des islamischen Einvernehmens (russ. Rossijskaja assozijazija islamskowo soglassija / Российская ассоциация исламского согласия / wiss. Rossijskaja associacija islamskogo soglasija; Abk. РАИС / RAIS) bzw. das Allrussische Muftiat (Всероссийский муфтият) ist eine der vier großen muslimischen Dachorganisationen in Russland. Sie wurde 2010 „auf Wunsch der Regierung“ „in Konkurrenz zum Russischen Muftirat“ gegründet.

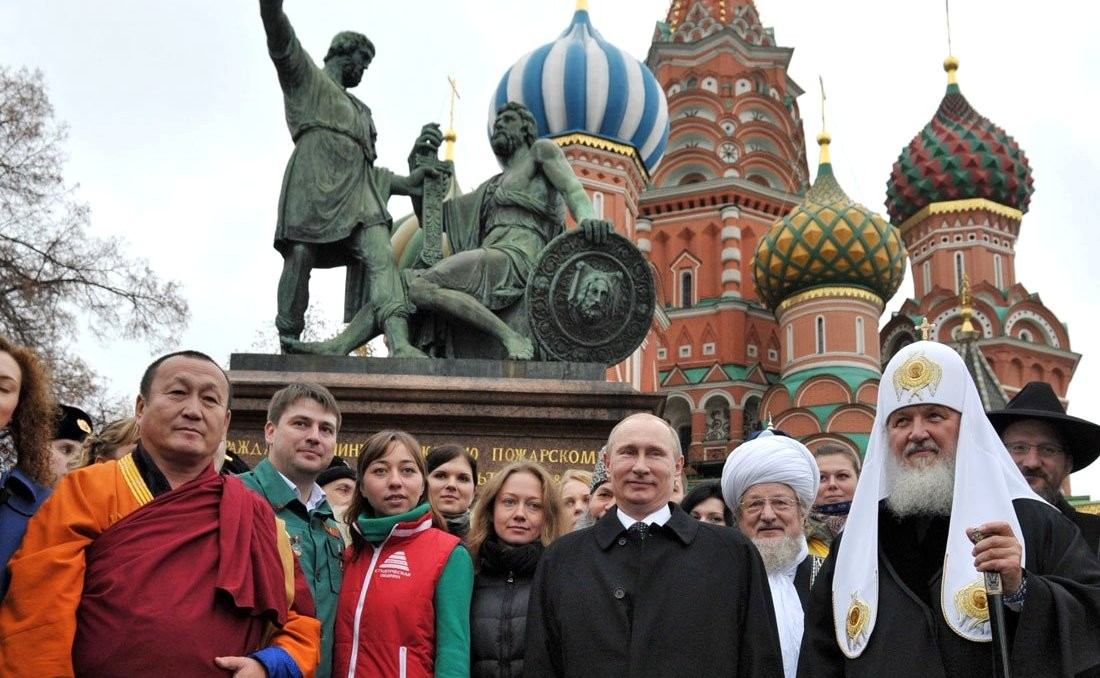
Vertreter der traditionellen Religionen – Pandito Hambo-Lama Damba Ajuschejew, Muchammad Rachimow (direkt hinter Putin, mit Papacha), Talgat Tadschuddin, Kyrill I., Berel Lazar – zusammen mit Wladimir Putin und Vertretern nichtstaatlicher Jugendorganisationen am Tag der Einheit des Volkes (2012) vor dem Minin-und-Poscharski-Denkmal vor der Basilius-Kathedrale auf dem Roten Platz in Moskau.

Muchammad Rachimow (siehe Foto), der Mufti der Geistlichen Verwaltung der Muslime der Region Stawropol (Духовное Управление мусульман Ставропольского края; DUMSK), stand bis 2013 als Großmufti an ihrer Spitze.
Die Gründung dieses vierten Muftiats hatte bei russischen islamischen Führern Widerstand gegen den Kreml ausgelöst, so bei Großmufti Rawil Gainutdin, dem Vorsitzenden des Russischen Muftirates und der damaligen Geistlichen Verwaltung der Muslime des europäischen Teils von Russland (heute die Geistliche Verwaltung der Muslime der Russischen Föderation):
Gainutdin erklärte in einem Interview mit dem tatarischen Dienst von Radio Liberty (Свобода), dieses Muftiat sei darauf ausgelegt, einen jeden Prozess einer Einigung zu verhindern. Die neuen 'Taschenmuftis', die gegen das Wachstum des Islams seien, wären bloß 'Marionetten' (куклами "Puppen"), die wie die in der Regierung arbeitenden, wie zum Beispiel der Islamophobe Grischin, nicht zögerten, den Islam in Russland zu unterdrücken, was auch bereits stattfände.
Mufti Farid Salman ist Vorsitzender des Ulema-Rates der RAIS.

## Struktur und Organe
Struktur und Organe der RAIS (2012)
Gründer der RAIS
- Geistliche Verwaltung der Muslime der Region Stawropol, Vorsitzender Muchammad Rachimow

- Zentrale geistliche Verwaltung der Muslime der Republik Mordowien, Vorsitzender

- Geistliche Verwaltung der Muslime des Urals, Vorsitzender Sibgatulla Saidullin

- INAM (russ. ИНАМ), eine lokale religiöse Organisation der Muslime von Rjasan, Vorsitzender Elschan Alijew

Vorsitzende der RAIS
- Vorsitzender Mufti der RAIS: Muchammad Rachimow, Mufti von Stawropol.

- Vorsitzender des Vorstandes (Idarata) der RAIS: Fagim Schafijew, Mufti von Mordowien

- Geschäftsführer  der RAIS: Walejew Iljas Muchamadejewitsch, stellvertretender Mufti der Region Perm.

- Vorsitzender der Prüfungskommission der RAIS: Saidulina Simfira Latafullowna

- Vorsitzender des Ulema-Rates der RAIS: Mufti Farid Salman (Chaidarow), Direktor des Kasaner Zentrums für Studien zum Koran und der Sunna des Propheten.

- Ständiger Vertreter des Exekutivausschusses in Moskau: Mufti Muchammadgali Chadschi Schewyrew